# 硅谷天堂黃金
硅谷天堂黃金集團有限公司（港交所：01342）主要業務是在南非從事黃金的勘探及開採。
2019年11月，硅谷天堂黃金在香港進行公開招股，發售8044萬股，招股價介乎13.1至17.5港元，集資最多約14.08億港元。硅谷天堂黃金後來因應市況不佳，最終把上市計劃推遲。

## 外部連結
- 谷天堂黃金[永久]